# Anne Reid
Anne Reid OBE (Newcastle, 28 de maio de 1935) é uma atriz inglesa, já indicada ao BAFTA Award.

## Filmes e Séries de TV
- 1957: Hancock's Half Hour
- 1958: The Adventures of Robin Hood
- 1961–1971: Coronation Street
- 1985: Bleak House
- 1986: Victoria Wood As Seen On TV
- 1989: Doctor Who — The Curse of Fenric
- 1992: Casualty
- 1995: Wallace and Gromit: A Close Shave
- 1996: Hetty Wainthropp Investigates
- 1993–1999: Peak Practice
- 1999: Lost for Words
- 1998–2000: Dinnerladies
- 2000: Liam
- 2001–2003: Dalziel and Pascoe
- 2003: Midsomer Murders
- 2003: The Mother
- 2003: The Booze Cruise
- 2004: Rose and Maloney
- 2004–2006: Life Begins
- 2005: A Little Trip to Heaven
- 2005: Bleak House
- 2005: The Booze Cruise II: The Treasure Hunt
- 2006: The Booze Cruise III
- 2006: Jane Eyre
- 2007: The Bad Mother's Handbook
- 2007: Hot Fuzz
- 2007: Doctor Who — "Smith and Jones"
- 2007: Marple — "Nemesis"
- 2008: Shameless
- 2008: In Love with Barbara
- 2009: Ladies of Letters
- 2020: The Nest